# Озарський Едуард Йосипович
Едуард Йосипович Озарський (Едуардас Озарскіс) (1 січня 1908, місто Рига, тепер Латвія — 6 серпня 1981, місто Вільнюс, Литва) — литовський радянський діяч, секретар ЦК КП Литви, 1-й заступник голови Ради міністрів Литовської РСР. Член Бюро ЦК КП(б) Литви з 6 квітня 1946 до 11 червня 1950 та з 28 січня 1956 до 1 березня 1960 року. Депутат Верховної Ради СРСР 3-го та 5-го скликань.

## Життєпис
Народився в родині робітника. З 1922 року працював робітником.
Член ВКП(б) з 1931 року.
У 1934 році закінчив Московський авіаційний інститут, інженер-механік.
У 1934—1938 роках — військовий представник колегії Військово-повітряних сил Червоної армії на авіаційному заводі в Москві.
У 1938—1944 роках — головний механік, начальник цеху заводу, директор авіаційного заводу.
У 1944 — 6 квітня 1946 року — заступник секретаря ЦК КП(б) Литви із промисловості.
6 квітня 1946 — 1947 року — секретар ЦК КП(б) Литви із кадрів.
У 1947 — 15 лютого 1949 року — секретар ЦК КП(б) Литви із промисловості та транспорту.
19 лютого 1949 — 11 червня 1950 року — секретар ЦК КП(б) Литви.
У липні 1950 — червні 1953 року — 1-й секретар Каунаського обласного комітету КП(б) Литви.
У червні 1953 — 1954 року — завідувач промислово-транспортного відділу ЦК КП Литви.
З 1954 року — заступник голови Ради міністрів Литовської РСР.
5 червня 1957 — 19 липня 1958 року — голова Ради народного господарства Литовського економічного адміністративного району.
У 1957 — січні 1961 року — 1-й заступник голови Ради міністрів Литовської РСР.
У 1961—1965 роках — радник Ради міністрів Литовської РСР.
У 1965—1973 роках — міністр місцевої промисловості Литовської РСР.
З 1973 року — персональний пенсіонер у Вільнюсі.
Помер 6 серпня 1981 року у Вільнюсі. Похований на цвинтарі Антакальніс у Вільнюсі.

## Нагороди та відзнаки
- орден Леніна
- орден Жовтневої Революції (1971)
- три ордени Трудового Червоного Прапора (1941, 1942, 13.01.1958)
- орден «Знак Пошани» (3.03.1976)
- медалі
- Заслужений інженер Литовської РСР